# Jaebetz
Jaebetz – dzielnica gminy Fincken w Niemczech, w kraju związkowym Meklemburgia-Pomorze Przednie, w powiecie Mecklenburgische Seenplatte, w Związku Gmin Röbel-Müritz. Do 31 grudnia 2010 samodzielna gmina.